# まいにち。
「まいにち。」は、Every Little Thingの48thシングル。2016年9月21日にavex traxより発売。

## 解説
前作「KIRA KIRA/AKARI」より、11か月ぶりとなるシングル。 本作は、PVが制作されておらず通常盤のみとなる。
「まいにち。」は、フジテレビ系「ライオンのグータッチ」のテーマソングで、持田は、「テーマソングのお話を聞かせていただいた時、とても素敵な番組だなとワクワクしました。懸命に立ち向かいながら、葛藤し、それでも少しずつ変わっていくことの力強さやその目が映すものがまた、輝かしい日々であるようにと願いをこめました」と語っている。
本シングルの発売以前に、「まいにち。」は6月15日に、「ブルースター」は8月6日にそれぞれ、配信限定で先行配信されている為か、歴代のシングルの中では最も売り上げ枚数が少ないシングルとなってしまった。
2019年に元号が令和に改元され、本作がEvery Little Thingの平成時代最後のCDシングルとなった（実質的な最後の新譜作は2018年に配信された『浴びて! 光』）。

## 収録曲
全作詞：Kaori Mochida
1. まいにち。
作曲：Daisuke Yamamori / 編曲：Masafumi Nakao
フジテレビ系「ライオンのグータッチ」テーマソング
2. ブルースター
作曲・編曲：Taisei Iwasaki
キットカット ショコラトリー プレミアムシアター タイアップ曲
3. まいにち。 (Instrumental)
4. ブルースター (Instrumental)

## 収録アルバム
ブルースター
- 『Every Little Thing 20th Anniversary LIVE "THE PREMIUM NIGHT" ARIGATO SET LIST Day1 [0805]』
- 『Every Little Thing 20th Anniversary LIVE "THE PREMIUM NIGHT" ARIGATO SET LIST Day2 [0807]』